# Docalidia omani
Docalidia omani är en insektsart som beskrevs av Nielson 1979. Docalidia omani ingår i släktet Docalidia och familjen dvärgstritar. Inga underarter finns listade i Catalogue of Life.